# 1488 Aura
Pentru orice alte utilizări ale numelui propriu Aura, a se vedea Aura (dezambiguizare). 
1488 Aura este un asteroid din centura principală, descoperit pe 15 decembrie 1938, de Yrjö Väisälä.